# Ute Klammer

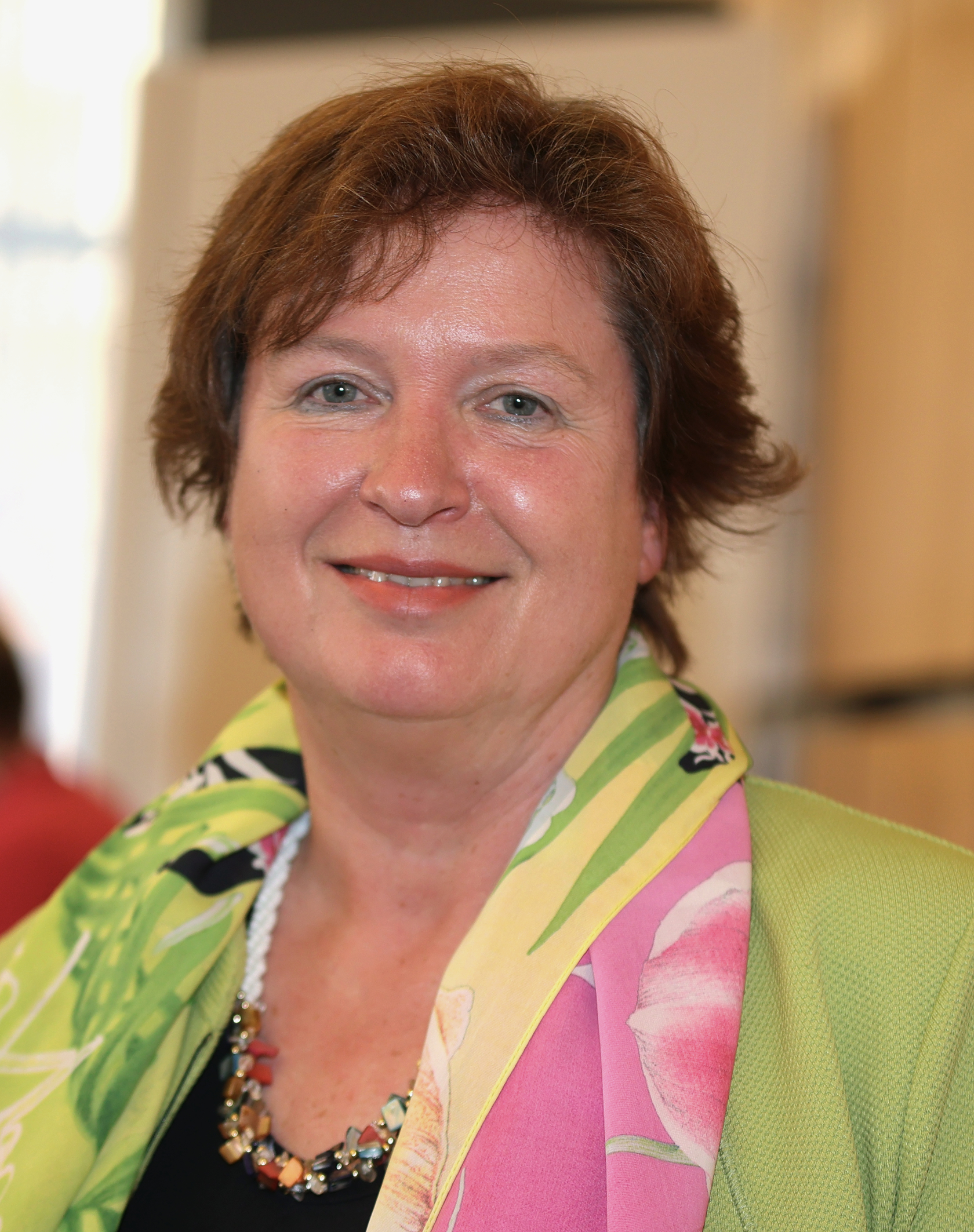
Ute Klammer (2022)

Ute Klammer (* 5. Juni 1963 in Köln) ist eine deutsche Volkswirtin.

## Leben
Klammer besuchte das Gymnasium Hürth-Bonnstraße bis zum Abitur 1982 und studierte später an der Universität zu Köln. Nach dem Abschluss des geisteswissenschaftlichen Studiums 1990 der Philosophie, Germanistik und Pädagogik (Erststudium) mit dem Staatsexamen war sie von 1996 bis 2004 Referatsleiterin für Sozialpolitik am Wirtschafts- und Sozialwissenschaftliches Institut in der Hans-Böckler-Stiftung. Nach dem Abschluss des wirtschaftswissenschaftlichen Studiums 1991 mit Wahlfach Politikwissenschaften (Zweitstudium) mit dem Diplom in Volkswirtschaftslehre war sie von 1991 bis 1995 Mitarbeiterin bei Richard Hauser an der Johann Wolfgang Goethe-Universität Frankfurt am Main, FB Wirtschaftswissenschaften (Lehrstuhl für Sozialpolitik). Nach der Promotion in VWL 1995 war sie von 2004 bis 2007 Professorin für Sozialpolitik an der Hochschule Niederrhein, Mönchengladbach. 
Seit 2007 ist sie Professorin für Sozialpolitik an der Universität Duisburg-Essen. 
2019 erhielt sie das Bundesverdienstkreuz 1. Klasse.
Ihre Arbeitsschwerpunkte sind Grundsatzfragen der sozialen Sicherung, Alterssicherung, Familienpolitik, europäische und international vergleichende Wohlfahrtsstaatsforschung, Armut und Einkommensverteilung, soziale Sicherung von Frauen, Flexibilität und soziale Sicherung (Flexicurity).